# Арцарі (Келераш)
Арцарі (рум. Arțari) — село у повіті Келераш в Румунії. Входить до складу комуни Іляна.
Село розташоване на відстані 47 км на схід від Бухареста, 66 км на північний захід від Келераші, 143 км на південний захід від Галаца, 146 км на південний схід від Брашова.

## Населення
За даними перепису населення 2002 року у селі проживала 621 особа. Рідною мовою 619 осіб (99,7%) назвали румунську.
Національний склад населення села:
| Національність | Кількість осіб | Відсоток |
| -------------- | -------------- | -------- |
| румуни         | 599            | 96,5%    |
| цигани         | 19             | 3,1%     |